# تاتيانا بوهوفوفا
تاتيانا «تانيا» بوهوفوفا (ولدت في 13 أغسطس 1983) ممثلة سلوفاكية ولدت في براتيسلافا، تشيكوسلوفاكيا، درست في أكاديمية الفنون المسرحية في براتيسلافا، ظهرت في العديد من الأفلام السينمائية السلوفاكية-التشيكية منها بطولة فيلم الفرح القاسي في عام 2002. في عام 2016 لعبت دور بطولة في فيلم سيرة ذاتية التاريخي عشيقة الشيطان للمخرج فيليب رينيتش الذي عرض عبر نيتفليكس.

## روابط خارجية
- تاتيانا بوهوفوفا على موقع IMDb (الإنجليزية)
- تاتيانا بوهوفوفا على موقع ألو سيني (الفرنسية)
- تاتيانا بوهوفوفا على موقع ميوزك برينز (الإنجليزية)
- تاتيانا بوهوفوفا على موقع أول موفي (الإنجليزية)
- تاتيانا بوهوفوفا على موقع أول موفي (الإنجليزية)
- تاتيانا بوهوفوفا على موقع قاعدة بيانات الفيلم (الإنجليزية)
- تاتيانا بوهوفوفا على موقع كينوبويسك (الروسية)